# Museu Municipal de Ourém

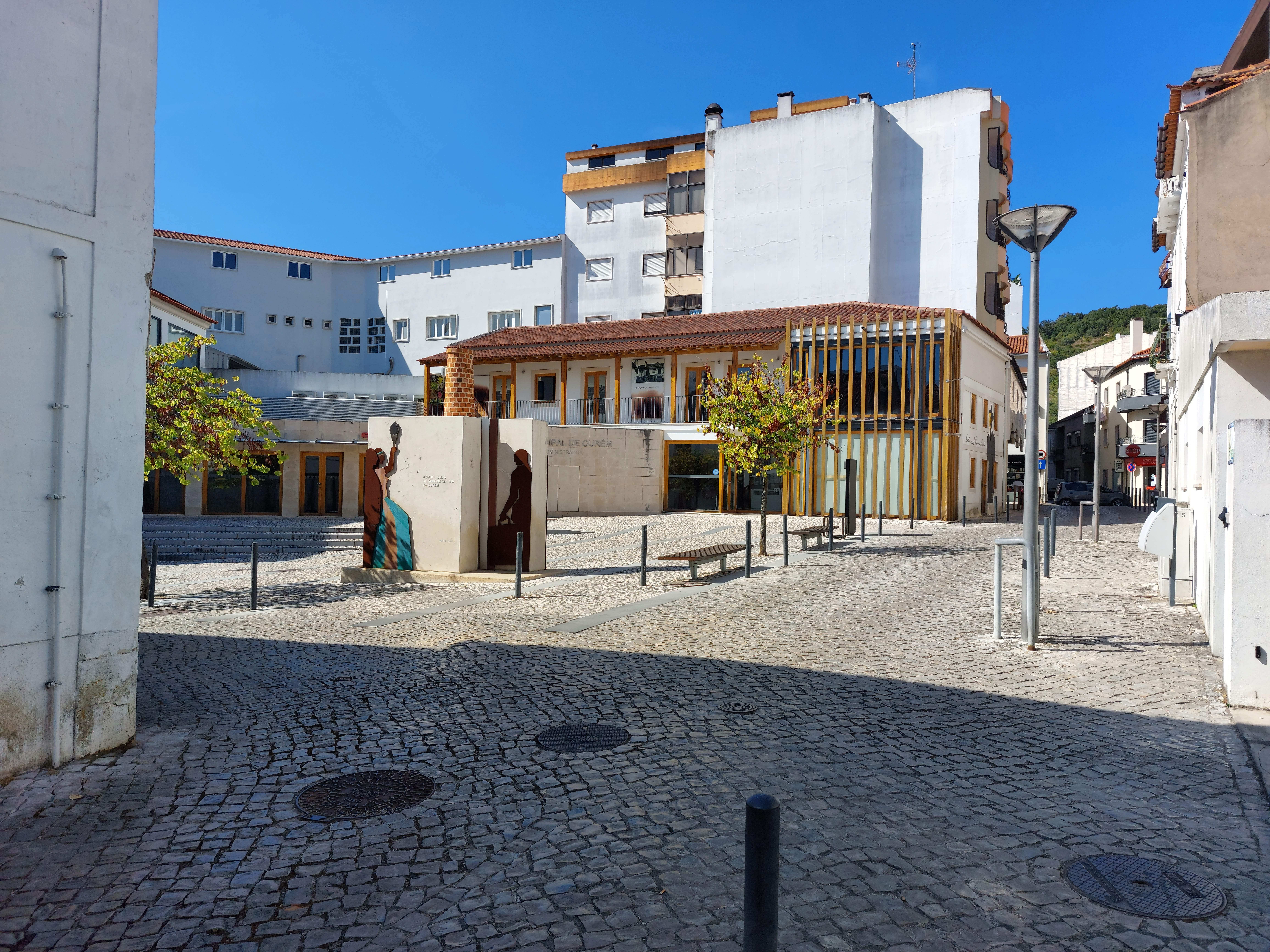
Casa do Administrador de Ourém, um dos núcleos expositivos do Museu Municipal de Ourém

O Museu Municipal de Ourém (MMO) é um museu municipal localizado na vila sede do município de Ourém, em Portugal.
Fundado a 4 de julho de 2009, o museu é composto por várias unidades expositivas e interpretativas descentralizadas territorialmente, geridas por uma unidade orgânica com tutela municipal, numa óptica de racionalização e circulação de recursos financeiros, materiais e humanos com vista a uma gestão optimizada do património e dos núcleos expositivos.

## Casa do Administrador de Ourém
Um dos núcleos museológicos é a Casa do Administrador, edifício histórico localizado na vila de Ourémonde residiu o funileiro, escritor, jornalista e político Artur de Oliveira Santos, enquanto foi administrador do concelho. 
Este edifício está associado à história das Aparições de Fátima por ter acolhido os três videntes, Jacinta, Francisco e Lúcia, entre 13 e 15 de agosto de 1917. Essa ocorrência teve como mediador Artur Oliveira Santos, figura da história local que ocupava o cargo de Administrador do Concelho, e por isso interferiu no fenómeno religioso interrogando as crianças e alojando-as em sua casa.[carece de fontes?]
A Casa do Administrador encontra-se classificada como Imóvel de Interesse Municipal desde 2006

## Exposições

### Longa duração
- A’Feições
- Vila Nova de Ourém – 1900

### Temporárias
- "Pelo dia fora" - julho de 2009 a junho de 2010
- "Ourempublica"  - junho 2010 a abril de 2011
- "Faz de Conta" - maio de 2011 a maio de 2012
- "Da Casa de Ourém ao KM 110" - maio de 2012 a maio de 2013
- "A Escola da Minha Vida" - maio a dezembro de 2013
- "Ilustração Infantil" - junho a outubro 2014
- "Hans Christian Andersen" - outubro de 2014 a fevereiro 2015
- "Traje Encenado"  - março de 2015

## Serviço Cultural e Educativo
O Museu desenvolve várias atividades de índole educativa, que incluem visita orientada às exposições patentes no Museu Municipal:
- "A Moura Oureana" - Esta oficina centra-se na lenda da moura Oureana, contada através de um teatro de sombras. É narrada a estória de amor entre o Cavaleiro Gonçalo  Hermingues e a moura Fátima. No final as crianças terão oportunidade de colorir desenhos alusivos ao tema, havendo também lugar para pinturas faciais ou modelagem de balões.
- "Descobrir a Floresta"  Esta oficina começa com a intervenção das amigas Minhoca e Sementinha que nos abrem o apetite para um conto de fantoches sobre a floresta. No final da história as crianças terão oportunidade de colorir desenhos alusivos ao tema, havendo também lugar para pinturas faciais ou modelagem de balões.
- "A Fantasia do Brinquedo" - Esta oficina as crianças são convidadas a construir o seu próprio brinquedo, dando asas à imaginação, havendo também lugar para uma pequena peça de teatro “O ursinho mágico”, e pinturas faciais ou modelagem de balões.

- "Vem e Constrói o teu Brinquedo" - Com esta oficina as crianças terão oportunidade de dar largas à sua criatividade com a criação do seu próprio peluche, havendo também lugar para pinturas faciais ou modelagem de balões.

- "A Água Não Pára Quieta" - Nesta oficina as crianças são convidadas a embarcar numa viagem única, que lhes vai apresentar os patrimónios relacionados com a água no concelho de Ourém e às espécies que nela habitam. No final as crianças podem colorir um desenho ou criar o seu brinquedo alusivo ao tema, para não esquecerem esta viagem.

- "A Escola da Minha Vida" - Esta oficina leva as crianças a entrarem na máquina do tempo para conhecerem as mudanças que ocorreram no ensino primário nos últimos 100 anos através de discursos, objetos e símbolos. No final as crianças são convidadas a brincar como os seus avós faziam, havendo também lugar para pinturas faciais ou modelagem de balões.

- "A Sementinha Mágica" - Esta oficina conta a história de uma sementinha desde a sua entrada na terra, passando por toda a fase de germinação até terminar numa planta. Com esta história, pretende-se chamar a atenção para a defesa das nossas sementes, colhidas pelos agricultores e trocadas de mão em mão, pois só assim lhes será possível semear as suas hortas. No final, todas as crianças são convidados a plantar a sua sementinha, levando-a para casa, tendo como compromisso cuidar bem dela. Há também lugar para pinturas faciais ou modelagem de balões.

- "Viagem a Outros Tempos" - Um dia interativo e divertido, a (re)visitar episódios, personagens e ambientes que fizeram a história de Portugal, tanto para os mais pequenos como para os mais crescidos.
- "Caça ao Tesouro" - A Vila Medieval de Ourém, espaço enigmático com um grande simbolismo histórico, é o cenário escolhido para esta atividade pedagógica, onde os participantes terão oportunidade de ficar a conhecer melhor a história de Ourém. Segue as pistas e desvenda os enigmas! Num labirinto de perguntas e resposta-te ao tesouro da Moura Oureana.
- "Pouca Terra Muita Pedra, Pouca Pedra Muita Terra" - Esta oficina é um convite a viajar pelo município de Ourém para conhecer as suas características e desvendar enigmas sobre as dualidades do mesmo. Para finalizar a actividade, as crianças poderão marcar um objecto em barro, para levarem como recordação.
- "Luz e Dia" - Nesta oficina as crianças são convidadas a aprender sobre a luz. Vai-lhes apresentar as varias formas de ter luz, assim como a mais importante, o Sol. Será também apresentada as várias formas de energias renováveis. No final as crianças podem colorir e criar um moinho de vento, para não esquecerem deste dia.